# George Hart
Pour les articles homonymes, voir Hart.

a Compétitions nationales et continentales officielles uniquement.

b Matchs officiels uniquement.
Dernière mise à jour le 14 janvier 2025.
 George Fletcher Hart, né le 10 février 1909 à Christchurch, en Nouvelle-Zélande et mort le 3 juin 1944 en Italie, est un ancien joueur de rugby à XV  qui a joué avec l'équipe de Nouvelle-Zélande. Il évolue au poste d'ailier. George Hart a trouvé la mort en Italie pendant la Seconde Guerre mondiale.

## Carrière
Il a joué 40 matchs avec la province de Canterbury, marquant 42 essais. Il dispute son premier test match avec l'équipe de Nouvelle-Zélande  le 21 juin 1930, à l’occasion d’un match contre les  Lions britanniques. Il dispute son dernier test match contre l'équipe d'Australie, le 13 août 1938.

## Statistiques en équipe nationale
- Nombre de test matchs avec les All Blacks :  11
- Sélections par année : 4 en 1930, 1 en 1931, 1 en 1934, 3 en 1935, 2 en 1936
- Nombre total de matchs avec les All Blacks : 35  (28 essais)